# Грузинська мрія
Грузинська мрія — Демократична Грузія (груз. ქართული ოცნება-დემოკრატიული საქართველო, читається як «Картулі оцнеба — Демократіулі Сакартвело») — проросійська політична партія Грузії, заснована 19 квітня 2012 року російським олігархом Бідзіною Іванішвілі, на той час — опозиційна.
Була основною суперницею керівної партії «Єдиний національний рух» на парламентських виборах 2012 року. Деякі джерела називають партію проросійською, в той час як деякі західні спостерігачі характеризують політичну силу як помірковано проєвропейську лівоцентристську партію, тим не менш відзначаючи зростання економічної залежності Грузії від Росії за часів правління «Грузинської мрії». Згідно з опитуванням, проведеним організацією Caucasus ReResource Center (CRRC) в Грузії на початку 2019 року, 27 % опитаних назвали «Грузинську мрію» прозахідною; 16 % вважають її проросійською; 41 % вважають що партія хоче «усидіти на двох стільцях», утримуючи добрі стосунки як із Заходом, так і з Росією.
Основою для створення партії став політичний рух «Грузинська мрія», створений у грудні 2011 року Іванішвілі як платформа для політичної діяльності. У зв'язку з позбавленням Іванішвілі грузинського громадянства партію формально очолила Манана Кобахідзе. До складу «Грузинської мрії» увійшли такі знаменитості, як політик Созар Субарі, ексдипломат Тедо Джапарідзе, гросмейстер Азмайпарашвілі Зураб Олексійович та футболіст Каха Каладзе.
За попередніми результатами, на Парламентських виборах партія набрала найбільше голосів за списками. Так за результатами 15,35 % бюлетенів, оброблених ЦВК Грузії «Грузинська мрія» набирає 52,77 %, на другому місці керівна коаліція «Єдиний національний рух» президента Михаїла Саакашвілі — 42,08 %. Сам Президент Грузії Михеїл Саакашвілі визнав програш своєї партії за списками, натомість провладна партія, за його словами, має першість в одномандатних округах.
На думку керівника партії Іванішвілі, його опозиційний блок міг отримати 110 зі 150 місць у парламенті й уперше за історію Грузії народу вдалося змінити владу шляхом виборів.

## Історія

### Громадський рух
Грузинський проросійський олігарх Бідзіна Іванішвілі у жовтні 2011 року оголосив про початок політичної кар'єри, згодом його було позбавлено грузинського громадянства на законних підставах, оскільки Іванішвілі, окрім російського громадянства, отримав ще й французьке, що за чинним на той момент законом автоматично призводило до позбавлення грузинського. Також, відповідно до закону, особа без грузинського громадянства не мала права на участь у виборах у Грузії, тому Іванішвілі знайшов вихід у створенні громадського руху. На початку листопада того ж року було оголошено про створення нового громадського руху «Грузинська мрія». За попередньою інформацією, очолити рух повинен був сам Іванішвілі, а презентація руху була запланована на 25 листопада в Тбіліському великому концертному залі. Проте незадовго до призначеної дати заходу оголосили про перенесення проведення презентації «через штучно створені перешкоди». Офіційною причиною назвали неможливість отримання відповідного майданчика для проведення заходу. Урешті презентація «Грузинської мрії» відбулася 11 грудня 2011 року в залі Тбіліської державної філармонії. Як повідомляли ЗМІ, презентацію відвідали декілька тисяч осіб. На заході Каха Каладзе оголосив про те, що залишає посаду капітана грузинської збірної та приєднується до нового руху.
Головний офіс нового руху спочатку планувалося відкрити у «Палаці царя Ростома», розташованому в центрі Тбілісі, але оскільки будівлю не встигли ввести в експлуатацію, то офіс відкрили в колишньому Будинку журналістів, розташованому на площі Ерекле Другого. Регіональні офіси планувалося почати відкривати одразу після проведення презентації руху.
У січні 2012 року рух потрапив під спостереження Служби фінансового моніторингу політичних партій при Контрольній палаті Грузії (створеній напередодні запиту фінансового звіту) оскільки, за словами голови служби моніторингу Натіі Могеладзе, «Грузинська мрія» спочатку декларувалася як політично активна громадська організація, тож її діяльність потрапила під дію закону «Про політичні об'єднання громадян». Відповідно до закону, руху, як і 210 іншим політичними партіям Грузії, пропонувалося надати фінансовий звіт. Однак наступного дня координатор руху Мая Панджікідзе оголосила про те, що, по-перше, «Грузинська мрія» ще не отримувала листа від Контрольної палати, а, по-друге, про свої політичні цілі оголосив Іванішвілі, а не сам рух. Проте вона оголосила про готовність руху співпрацювати з Контрольною палатою. Через кілька днів рух зажадав від Служби фінансового моніторингу політичних партій при Контрольній палаті Грузії оприлюднити всі документи та акти, які підтверджують, що рух публічно заявляв про політичні цілі й завдання, на основі чого його зобов'язали подати фінансову декларацію.
У відповідь Могеладзе пояснила, що підвідомча їй служба моніторингу фінансування політичних партій самостійно визнала «Грузинську мрію» як «організацію з політичними цілями та завданнями». Це викликало обурення представників руху. Разом з фінансовим звітом адвокати руху відправили лист із запитом офіційних роз'яснень щодо поточної ситуації та повноважень служби моніторингу. Також невдоволення представників руху викликала публікація на офіційному сайті служби моніторингу інформації про фінансову діяльність руху, що була «отримана з альтернативних джерел», а власне була інформацією про зарплати експертів та політиків, які співпрацювали з «Грузинською мрією».
Опитування, проведене в листопаді 2019 року показало, що найбільшу підтримку серед членів партії мав мер Тбілісі та колишній футболіст Каха Каладзе (49 % підтримки), а неформального лідера партії та країни Бідзіну Іванішвілі оцінили позитивно 32 % опитаних, негативно — 57 %. Найбільшу довіру виявили до лідера партії «Європейська Грузія» Давида Бакрадзе (57 % позитивних та 36 % негативних відгуків). Аналітики кажуть, що хоча «Грузинська мрія» втратила популярність після протестів 2019 року, пандемія COVID-19 призвела до підвищення популярності, що допомогло їй здобути перемогу на парламентських виборах 2020 року. Грузинська опозиція звинуватила уряд у фальсифікації виборів.
Станом на квітень 2023 року, рейтинг партії знизився майже вдвічі за рік. У вересні 2023 року члени партії подали до Конституційного суду подання, намагаючись оголосити імпічмент президенту Саломе Зурабішвілі.

## Участь у виборах
| Вибори | Лідер                | Голоси    | %     | Місця     | +/–  | Місце  | Уряд |
| ------ | -------------------- | --------- | ----- | --------- | ---- | ------ | ---- |
| 2012   | Бідзіна Іванішвілі   | 1,184,612 | 54.97 | 85 / 150  |      | ▬ 1-ше | Так  |
| 2016   | Георгій Квірікашвілі | 857,394   | 48.65 | 115 / 150 | ▲ 30 | ▬ 1-ше | Так  |
| 2020   | Георгій Гахарія      | 928,004   | 48.22 | 90 / 150  | ▼ 25 | ▼ 1-ше | Так  |

## Ідеологія
На презентації «Грузинської мрії» як громадського руху Іванішвілі оголосив, що «громадський рух стане силою, яка буде контролювати владу», проте позиція з багатьох питань збігалася з позицією керівної на той момент партії «Єдиний Національний Рух»: зокрема, «відновлення територіальної цілісності», «впровадження західних цінностей», а також входження до складу ЄС та НАТО. Соціальна складова програми руху концентрувалася навколо таких проблем, як боротьба з безробіттям та підвищення добробуту населення Грузії.
Наприкінці 2020 року парламент Грузії, майже повністю утворений з представників «Грузинської мрії», прийняв резолюцію, що декларує інтеграцію в ЄС та НАТО безальтернативними пріоритетами Грузії. Також там йдеться про зміцнення партнерства з Британією, Францією, країнами Балтії і Вишеградської групи та продовження «прагматичної та принципової» політики щодо Росії.

## Скандали
У вересні 2024 року у містах Грузії з'явилися передвиборчі банери на яких зображені з одного боку розбомблені російськими військами українські міста, а з іншого збудовані мільярдером Бідзіною Іванішвілі сучасні будинки та мости, плакати пропагують російські наративи, що в разі приходу до влади опозиції на країну чекає війна. Та закликають вибрати «мир», а не «війну» 
Президент Грузії Саломе Зурабішвілі, назвала їх «ганебними та образливими для культури, традицій, історії та віри».